# ディー (オレゴン州)
ディー（英: Dee）は、アメリカ合衆国オレゴン州フッドリバー郡にある非法人地域。フッド山の北東に位置する。人口1,058人（2007年7月）。